# Comercinho
Comercinho é um município brasileiro do estado de Minas Gerais.

## História
A história do município inicia-se em 1860 com a chegada de Bruno Resende e comitiva na região, onde se instalou e estabeleceu um pequeno comércio para atender os fazendeiros da região, hoje se localiza a sede do município, com o desenvolvimento da agricultura e da pecuária, o ponto de encontro conhecido como Comercinho do Bruno prosperou e foi elevado a Vila, Povoado e Distrito com o mesmo nome, em homenagem a seu fundador, subordinado sucessivamente a Araçuaí e Medina. Em 1948, emancipa-se.
Os primeiros relatos da história de Comercinho têm início com as primeiras expedições de bandeirantes ao interior do Brasil na primeira incursão de europeus ao território, conhecido hoje como o estado de Minas Gerais.
Sua divisão territorial atual é constituído de 2 distritos: Comercinho (sede) e Água Branca de Minas.

## Geografia
O município conta com uma formação geológica única e maravilhosa, se tornando um grande atrativo turístico no Vale do Jequitinhonha. Um de seus principais pontos turísticos é a Serra do Sossego, localizada na Fazenda Sossego, que permite ter uma vista ampla e muito bonita de toda a cidade. A Serra do Sossego tem aproximadamente 756 metros de altura a nível do mar.

## Economia
O município hoje é conhecido como "Terra da Cachaça" por produzir artesanalmente algumas das melhores aguardentes do estado. Dentre elas, estão a Contra-veneno, a Vencedora, a Baianinha e a cachaça Favorita.
Desenvolvendo também a agricultura e a pecuária.

## Rodovias
- LMG-650, Medina-Comercinho